# Куньшань
Куньша́нь (кит. упр. 昆山, пиньинь Kūnshān) — городской уезд городского округа Сучжоу провинции Цзянсу (КНР).

## География
Куньшань граничит с тремя большими пресноводными озёрами — Янчэнху на северо-западе, Чэнху на юго-западе и Дяньшаньху на юге.

## История

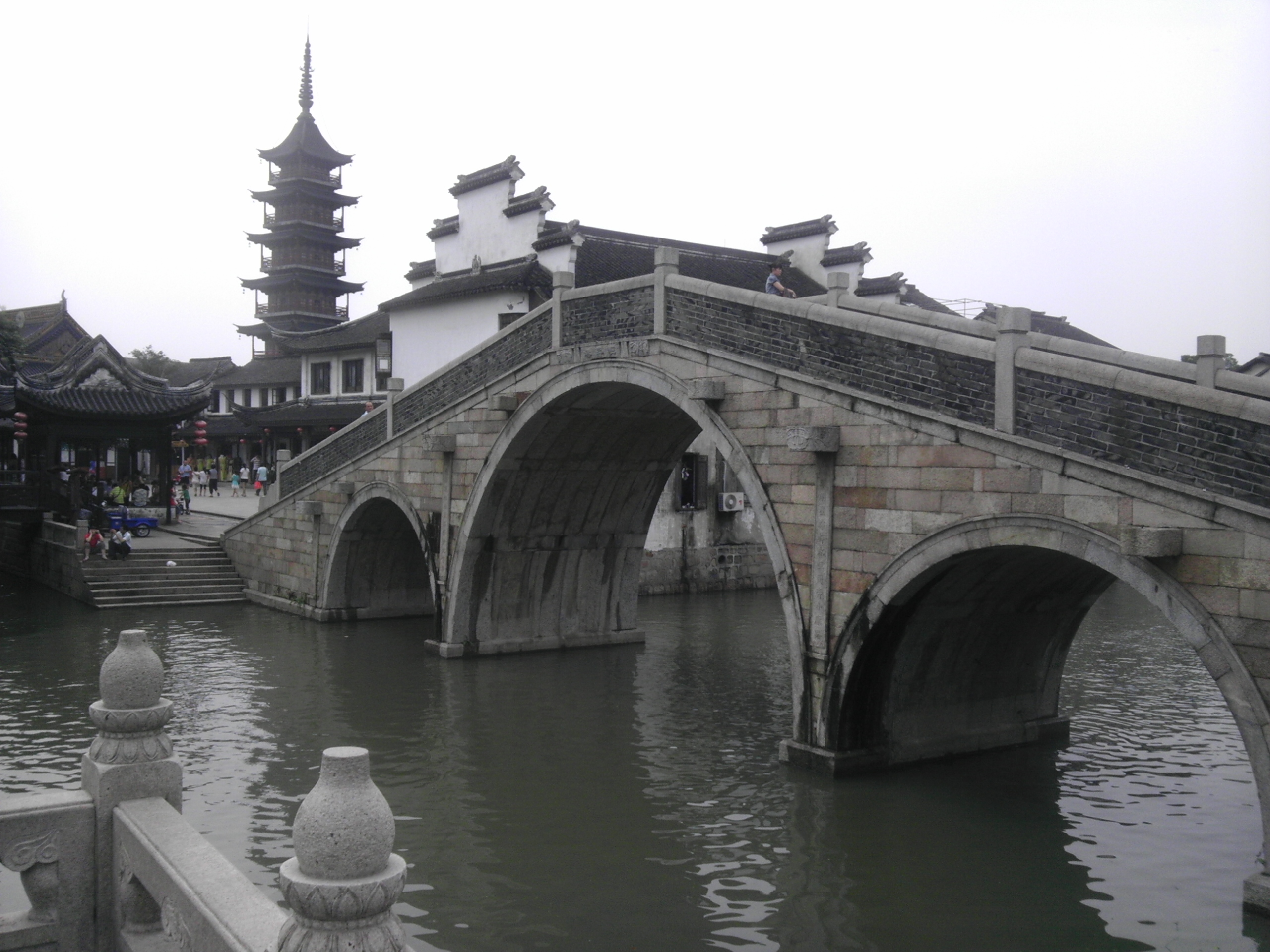
Один из мостов Куньшаня

Когда Китай был впервые объединён в единое государство — империю Цинь, в этих местах в 221 году до н. э. был создан уезд Люсянь (疁县). После основания империи Хань уезд был в 207 году до н. э. переименован в Лоусянь (娄县) по имени местной реки Лоу (сегодня известна как река Лю). В эпоху Южных и Северных династий, когда эти земли находились в составе государства Лян, уезд Лоусянь был в 536 году переименован в уезд Куньшань (昆山县).
В 751 году административный центр уезда Куньшань был перенесён из района холма Куньшань (территория нынешнего района Сунцзян) в район холма Мааньшань (территория современного Куньшаня). Во времена монгольской империи Юань уезд был в 1295 году поднят в статусе, став областью Куньшань (昆山州), но во времена китайской империи Мин в 1369 году область вновь была понижена в статусе до уезда. Во времена империи Цин из уезда Куньшань в 1726 году был выделен уезд Синьян (新阳县), но после Синьхайской революции он был в 1912 году вновь присоединён к Куньшаню.
Во время Тайпинского восстания уездный центр Куньшаня, обнесённый крепостной стеной, в 1860—1863 годах был захвачен мятежниками. В ноябре 1937 года Куншань захватили японцы, в мае 1949 года «город за стеной» перешёл под контроль отрядов Компартии. В 1953 году был образован Специальный район Сучжоу (苏州专区), и уезд вошёл в его состав. В 1970 году Специальный район Сучжоу был переименован в Округ Сучжоу (苏州地区). В 1983 году город Сучжоу и округ Сучжоу были расформированы, и образован городской округ Сучжоу.
В сентябре 1989 года уезд Куньшань был преобразован в городской уезд в составе Сучжоу. В 2013 году в Куньшань была запущена 11-я линия Шанхайского метрополитена. 2 августа 2014 года в Куньшане на заводе автомобильных деталей компании Zhongrong Metal Production произошёл взрыв, в результате которого 146 человек погибли и ещё 114 получили ранения. 31 марта 2019 года в результате взрыва и пожара на заводе компании Waffer Technology 7 человек погибли и 5 получили ранения.

## Административное деление

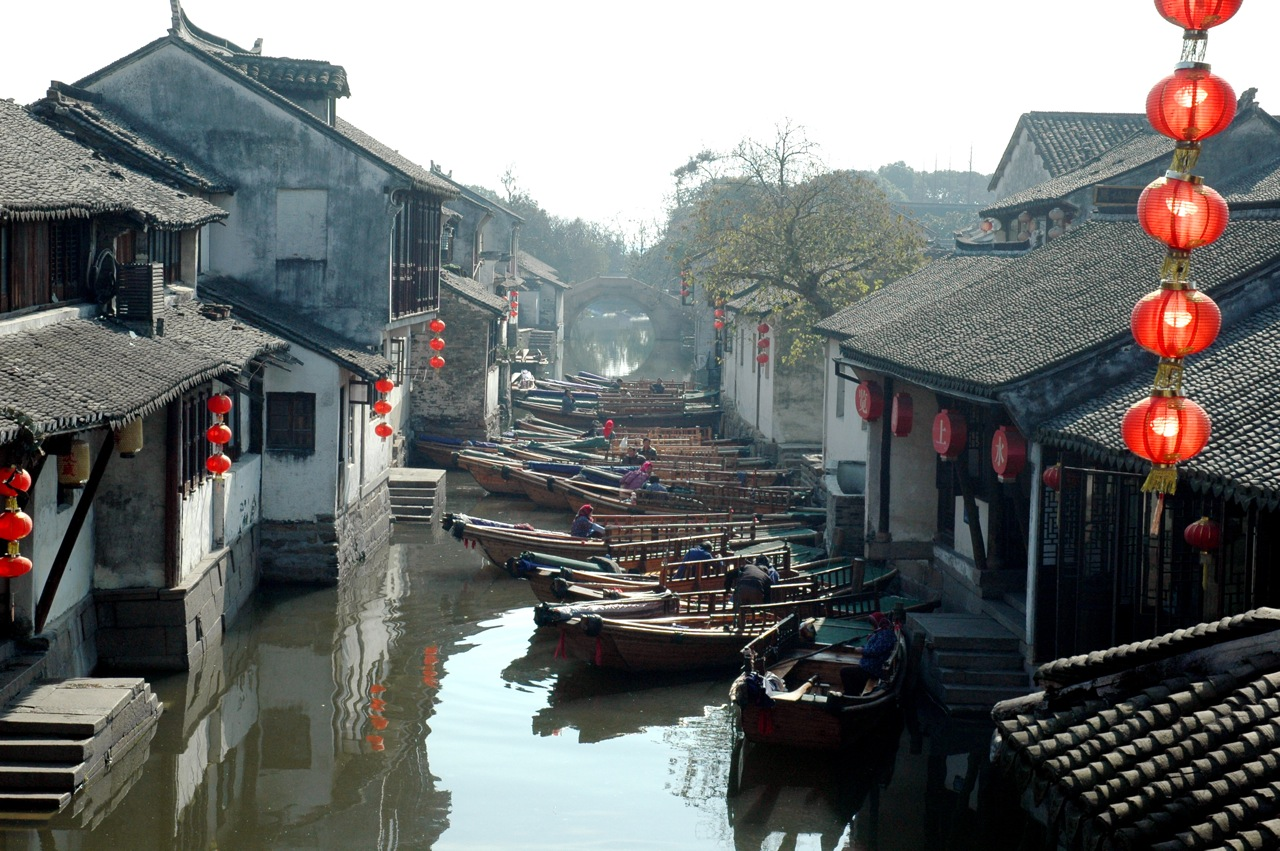
Чжоучжуан

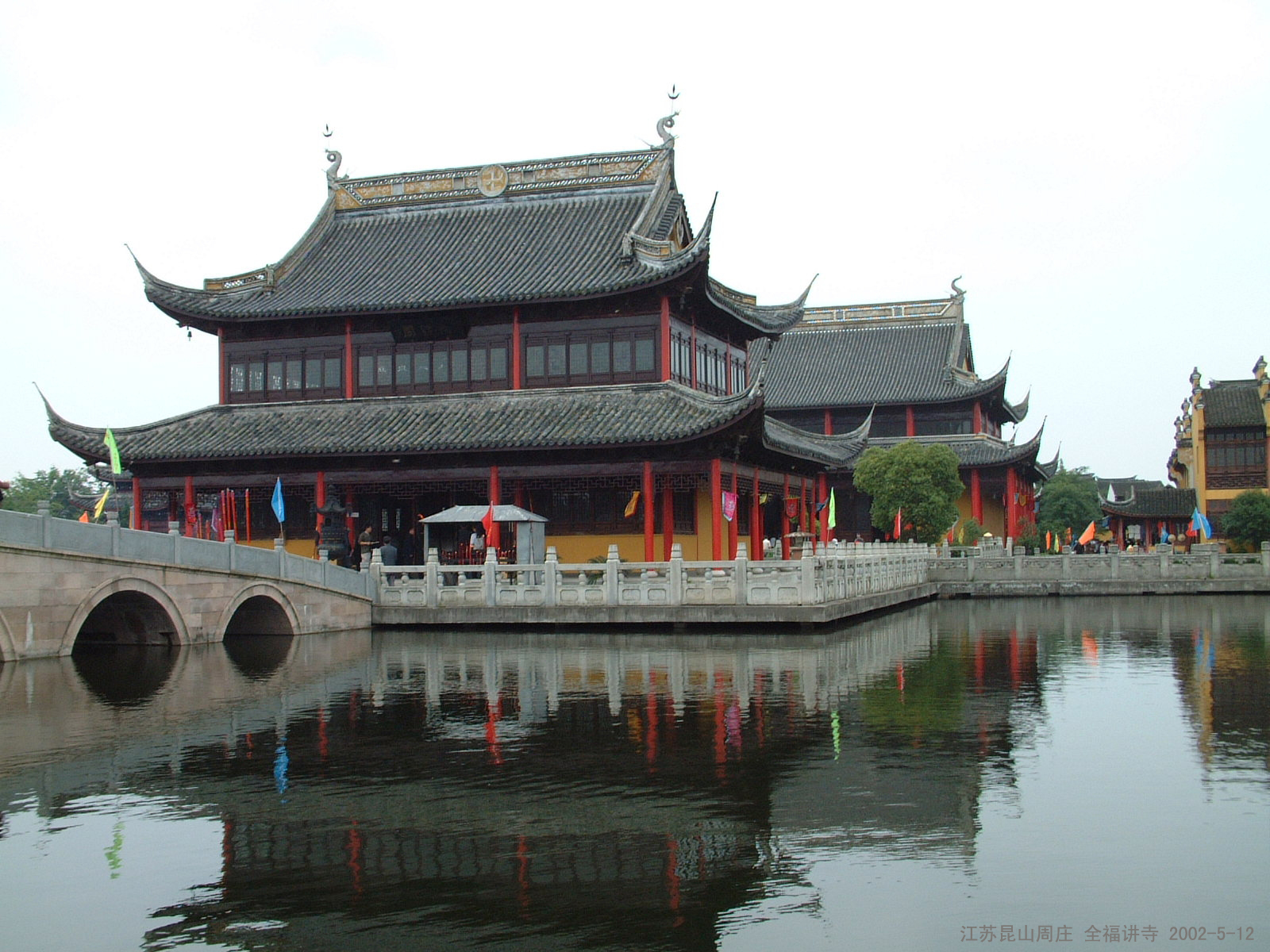
Храм Цюаньфу в Чжоучжуане

Городской уезд делится на 11 посёлков:
- Бачэн (Bacheng, 巴城镇)
- Дяньшаньху (Dianshanhu, 淀山湖镇)
- Луцзя (Lujia, 陆家镇)
- Пэнлан (Penglang, 蓬朗)
- Хуацяо (Huaqiao, 花桥镇)
- Цзиньси (Jinxi, 锦溪镇)
- Цяньдэн (Qiandeng, 千灯镇)
- Чжанпу (Zhangpu, 张浦镇)
- Чжоучжуан (Zhouzhuang, 周庄)
- Чжоуши (Zhoushi, 周市镇)
- Юшань (Yushan, 玉山镇)

## Население
Согласно переписи 2020 года в Куньшане проживало почти 2,1 млн человек. Местное население говорит на шанхайском и сучжоуском диалектах языка у. Трудовые мигранты, составляющие значительную долю жителей Куньшаня, говорят преимущественно на северокитайских диалектах. Верующие жители исповедуют буддизм, даосизм, народную религию и католицизм.
Из-за наличия большого числа тайваньских фирм, в Куньшане сложилась значительная тайваньская диаспора. По состоянию на 2020 год в районе проживало более 100 тыс. тайваньцев.

## Экономика

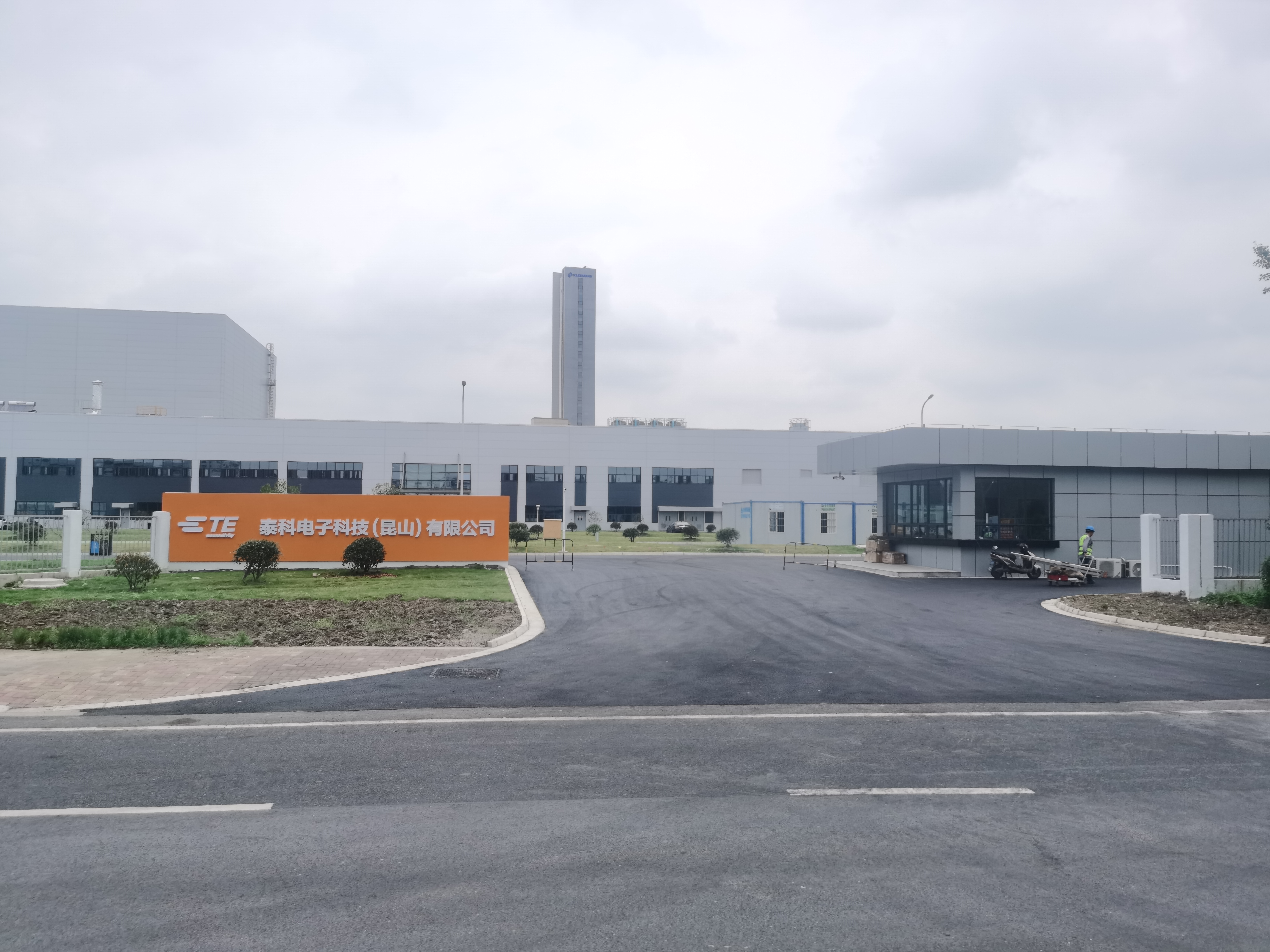
Фабрика электронных компонентов TE Connectivity

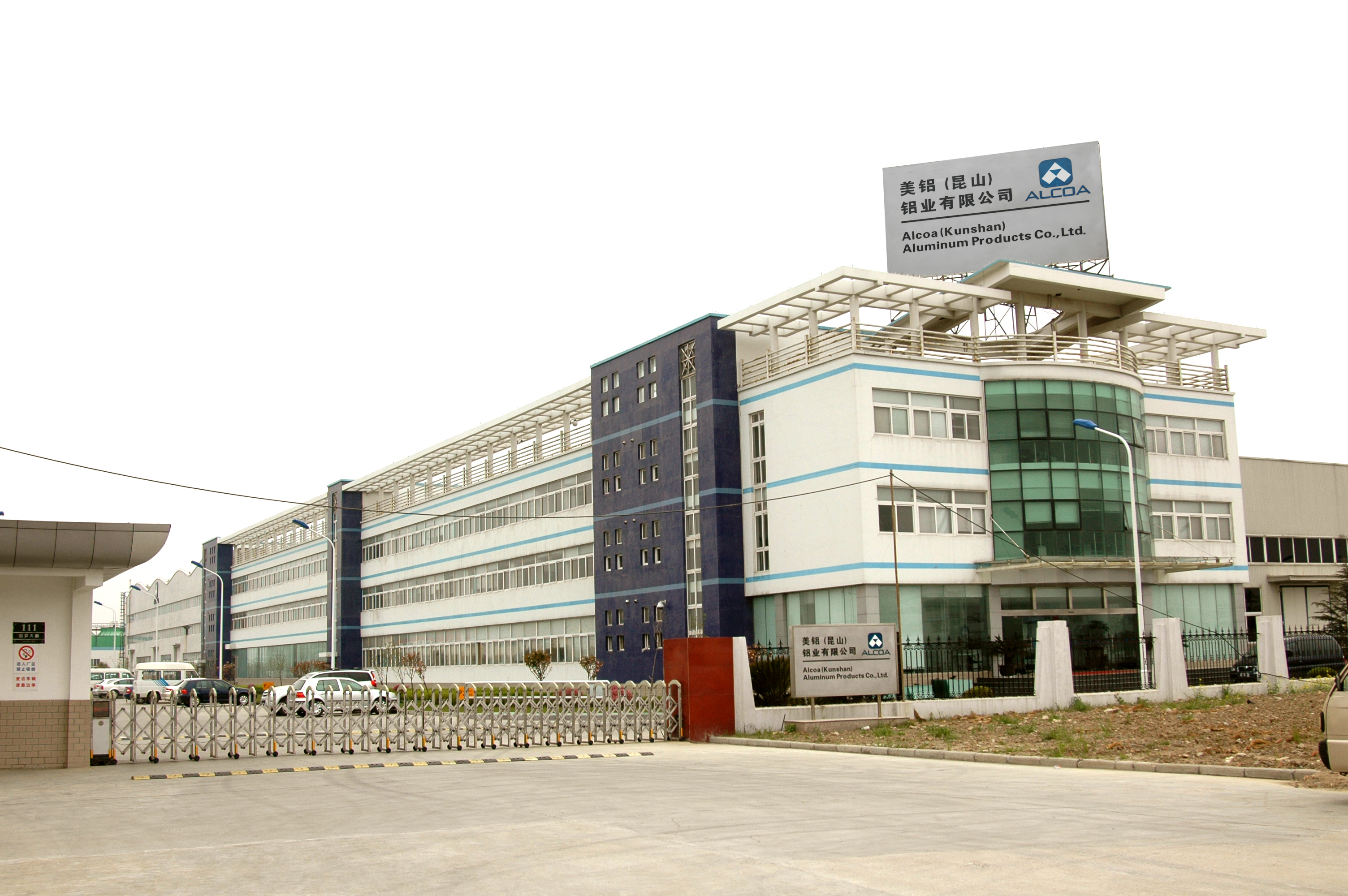
Фабрика алюминиевых изделий Alcoa

Куньшань является крупным промышленным, логистическим и научно-техническим центром Восточного Китая. По итогам первой половины 2020 года валовой региональный продукт Куньшаня составил 191,82 млрд юаней (около 29 млрд долл. США). Здесь развито производство промышленной и бытовой электроники (в том числе оптоэлектроники, полупроводников, смартфонов и компьютерной техники), автомобильных и электронных комплектующих, металлических и пластмассовых изделий, промышленного оборудования, велосипедов, биомедицинских препаратов, стройматериалов, пищевых продуктов и напитков. 
В Куньшане расположены несколько зон развития — Куньшаньская зона развития экономики и технологий (Kunshan Economy and Technology Development Zone), Куньшаньская зона развития новой и высокотехнологической промышленности (Kunshan New & Hi-tech Industrial Development Zone), Зона экономического развития Хуацяо (Huaqiao Economic Development Zone), Куньшаньская комплексная бондовая зона и Куньшаньская Китайско-германская зона сотрудничества малых и средних предприятий. 
В городе базируются сборочные фабрики электроники и электронных комплектующих компаний Luxshare Precision Industry (Lanto Electronic, Luxsan Precision iTech, Luxsan Technology, Luxshare Automation, Luxshare Electronic Technology, Luxshare Precision Components и Luxshare RF Technology), WUS Printed Circuit, Pegatron (Pegaglobe Kunshan), Foxconn, Wistron (Wistron NeWeb, WebCom Communication и WNC Corporation), Compal Electronics (Compal Information Technology), Chunqiu Electronic Technology, Formosa Plastics Group (Nan Ya Electronic Materials), ShengMei Corporation (ShengMei Precision Industrial), Unimicron, TE Connectivity, Everwin Precision Technology, Huatian Technology, Konka Electronics, Goertek и Hasee Computer, завод лифтов Kone Elevators, завод упаковки Golden Arrow Printing Technolgoy, завод экскаваторов Sany Heavy Industry, заводы автомобильных комплектующих JST Industry и Vernicolor Group, завод велосипедов Giant, фабрика автокресел Goodbaby International, фабрика шин Kenda Rubber Industrial, стекольный завод AGC, завод дронов Yuneec International, кофейная фабрика Starbucks.
В Куньшане расположено несколько престижных отелей, в том числе международных сетей Fairmont, Pullman, Swissôtel, Crowne Plaza, Courtyard by Marriott и Holiday Inn.

## Транспорт

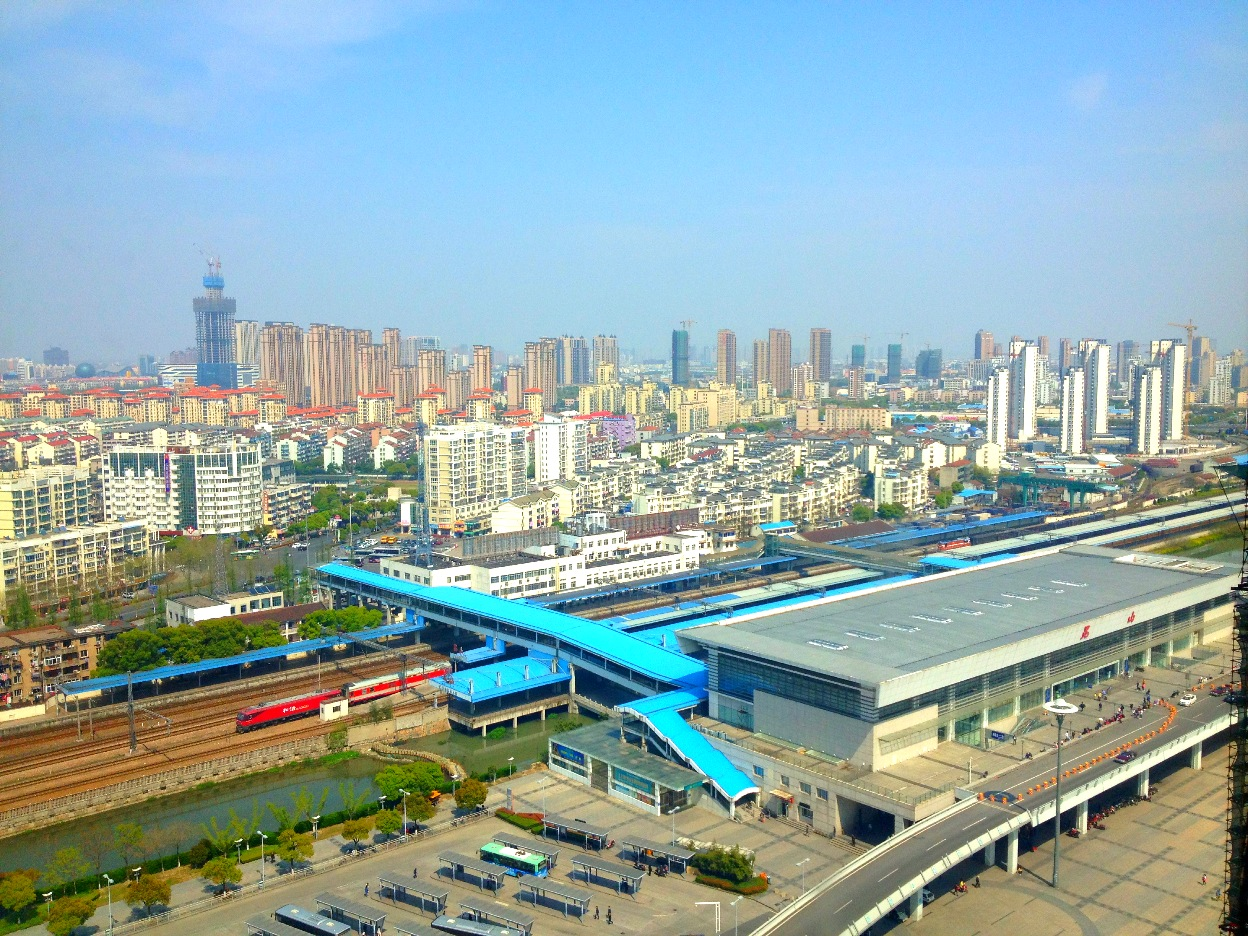
Куньшаньский вокзал

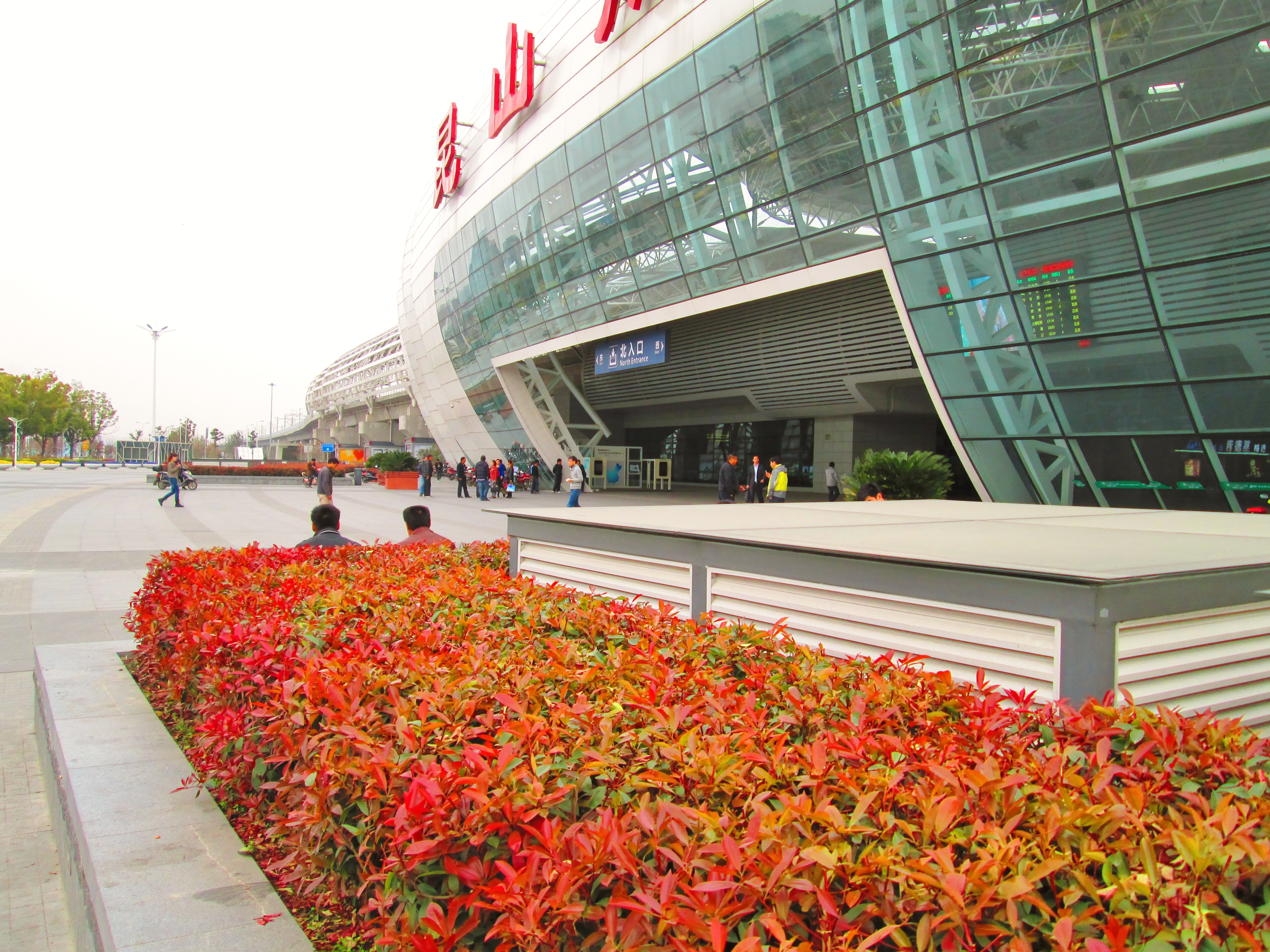
Южный вокзал

### Железнодорожный
По территории уезда проходят 11-я линия Шанхайского метрополитена, линия S1 метрополитена Сучжоу, высокоскоростная железная дорога Пекин — Шанхай, междугородняя скоростная линия Шанхай — Нанкин и старая железная дорога Пекин — Шанхай.
Главными транспортными узлами Куньшаня являются Южный вокзал (пассажирский хаб на скоростных железнодорожных линиях Пекин — Шанхай и Шанхай — Нанкин), Куньшаньский вокзал (пассажирско-грузовой хаб на железной дороге Пекин — Шанхай) и станция Хуацяо (пересадочный узел с линии метро Шанхая на линию метро Сучжоу).

### Автомобильный
Через Куньшань проходят национальное шоссе Годао 312 (Шанхай — Кульджа), скоростная дорога Пекин — Шанхай (G2), скоростная дорога Шэньян — Хайкоу (G15), Шанхайская кольцевая дорога (G1503), скоростная дорога Шанхай — Нанкин (G42), скоростное шоссе Чаншу — Цзясин (S5), скоростное шоссе Шанхай — Исин (S48) и скоростное шоссе Шанхай — Чанчжоу (S58).

### Водный
На реке Сучжоухэ, многочисленных каналах и озёрах активно судоходство (пассажирские лодки и паромы, грузовые катера и баржи).

### Воздушный
Гелипорт Чэнши связан регулярными рейсами с Шанхаем.

## Образование

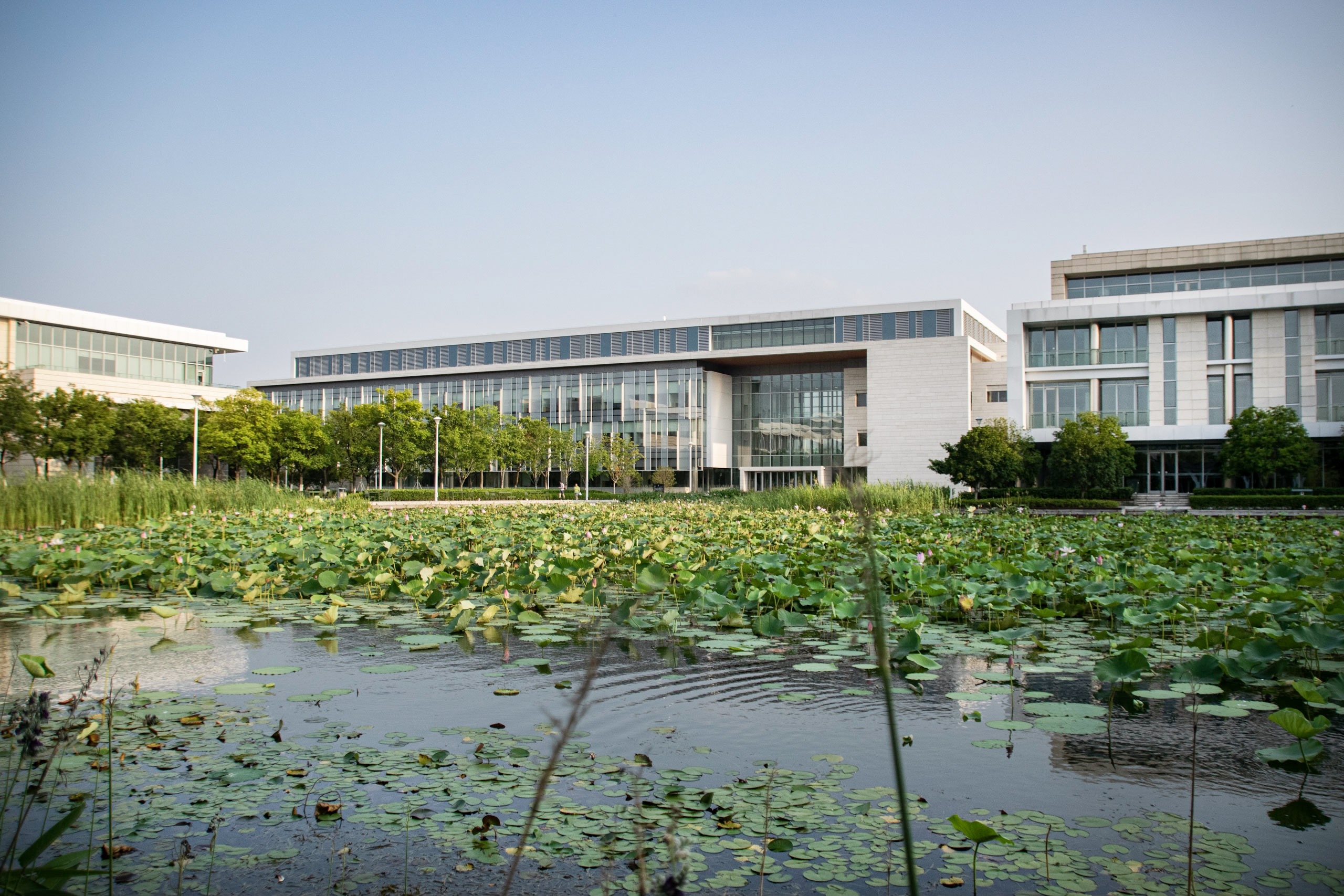
Университет Дюка

- Куньшаньский университет Дьюка (Duke Kunshan University)[23]
- Колледж прикладных технологий университета Сучжоу.
- Канадская международная школа Куньшаня.

## Культура

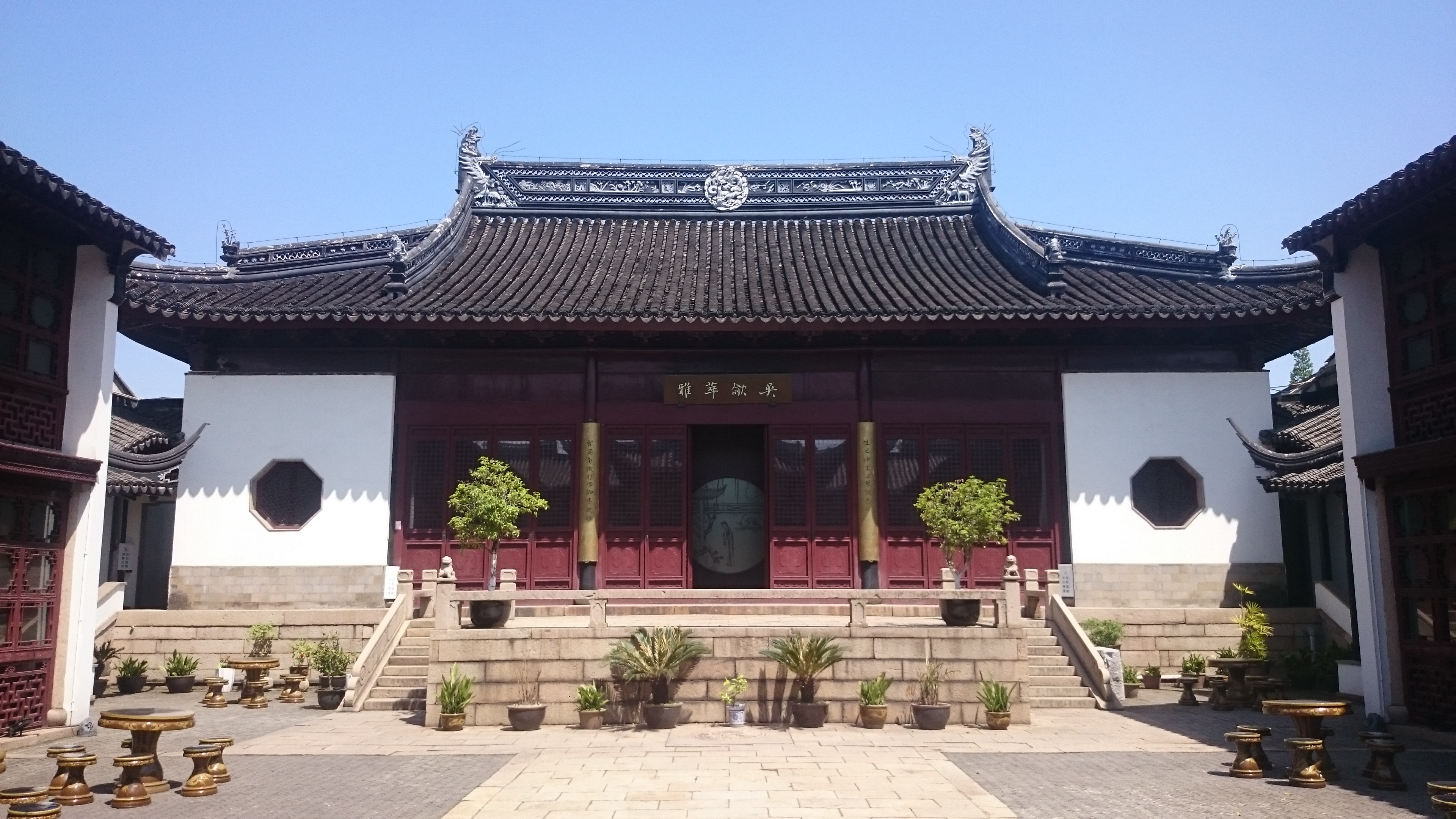
Музей оперы Куньцюй

Куньшань является родиной оперы Куньцюй, возникшей ещё в XIV веке (старейшая из дошедших до наших дней школ Китайской оперы). В 2001 году опера Куньцюй была включена ЮНЕСКО в Список шедевров устного и нематериального культурного наследия человечества. 
Также в Куньшане расположены Куньшаньский центр культуры и искусств (в состав комплекса входят центр исполнительского искусства, центр конференций и кинотеатр), Куньшаньская библиотека, Музей оперы Куньцюй, Музей Гу Цзяня и Музей тысячи ламп.
Куньшань славится своей свиной рулькой «Ваньсань» и рисовыми шариками «Саньвэй».

## Спорт
В Куньшане расположены Куньшаньский стадион на 30 тыс. мест (домашняя арена ФК «Куньшань») и Западно-Шанхайский гольф-клуб. 
В 2012 году в Куньшане проходили World Cyber Games 2012, в 2013 году — World Cyber Games 2013, в 2016 году — Кубок Томаса, в 2017 году — Мировой Гран-при по волейболу.

## Известные уроженцы

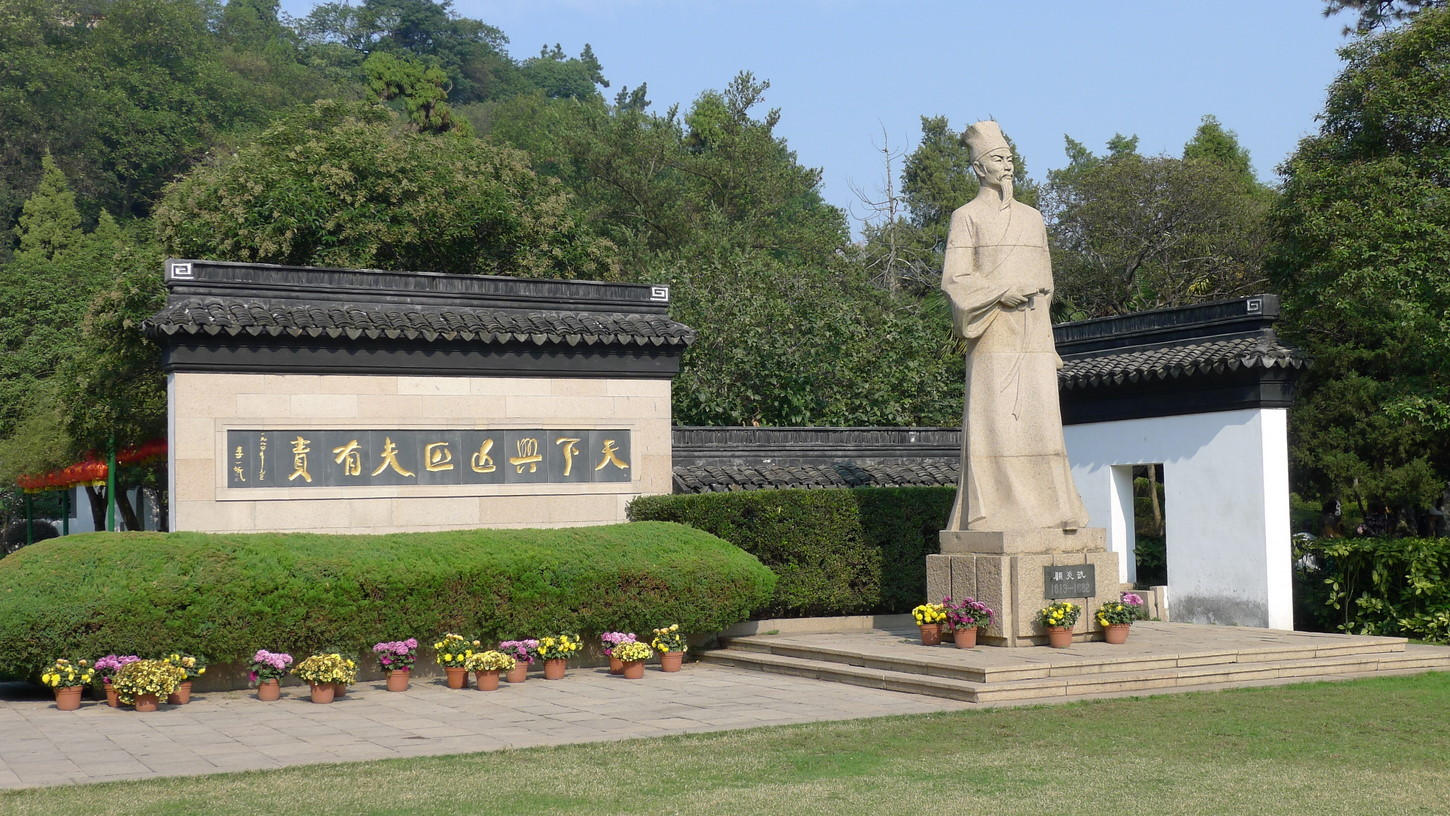
Статуя Гу Яньу в Куньшане

На территории современного Куньшаня родились художник Ван Лу (1332), философ Гу Яньу (1613), политик Сун Айлин (1889), ботаник Цзян Ин (1898), композитор Дин Шаньдэ (1911), космонавт Фэй Цзюньлун (1965), актриса Ли Цинь (1990).

## Достопримечательности

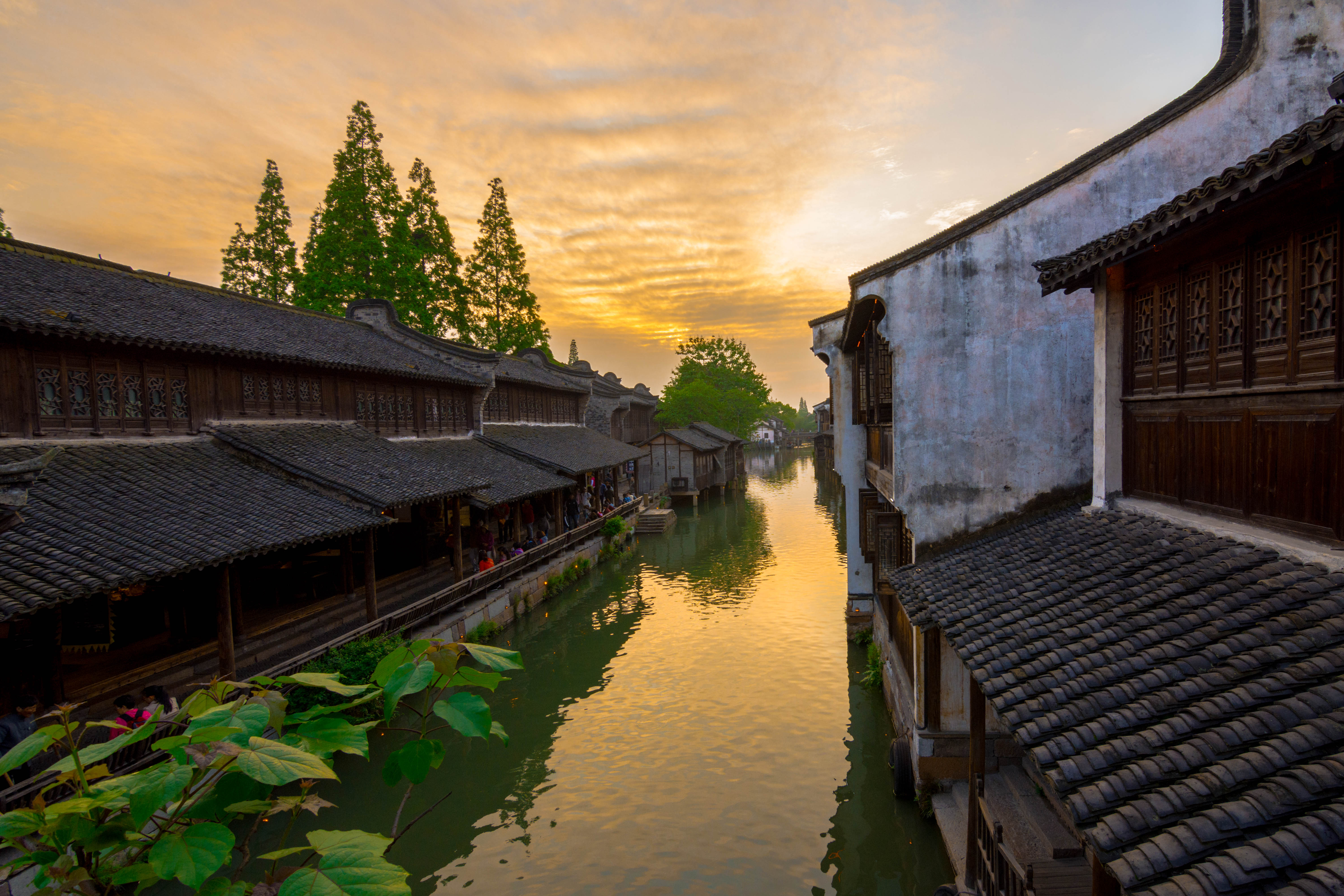
Чжоучжуан

Куньшань известен тремя историческими городками, которые привлекают миллионы туристов (в 2016 году Куньшань посетило более 20 млн туристов):
- Старинный городок Чжоучжуан, известный как «Венеция Востока», славится своими живописными каналами и мостами, историческими особняками и храмами. Среди главных достопримечательностей — «Двойные мосты» (Шуан цяо), мост Фуань, башня Милоу, даосский храм Чэнсюй (Цюаньфу) XI века. Кроме того, в Чжоучжуане регулярно проводятся различные фестивали, в том числе Куньшаньский фестиваль фонарей[26][27][28][29].
- Старинный городок Цяньдэн с живописными каналами и мостами, историческими улочками, особняками, садами, павильонами, пагодами и храмами.
- Старинный городок Цзиньси с живописными озёрами, каналами, мостами и памятниками (в том числе водная гробница наложницы Чэнь).

Среди других достопримечательностей Куньшаня выделяются старинный городок Бачэн и парк Тинлинь.

## Планировка

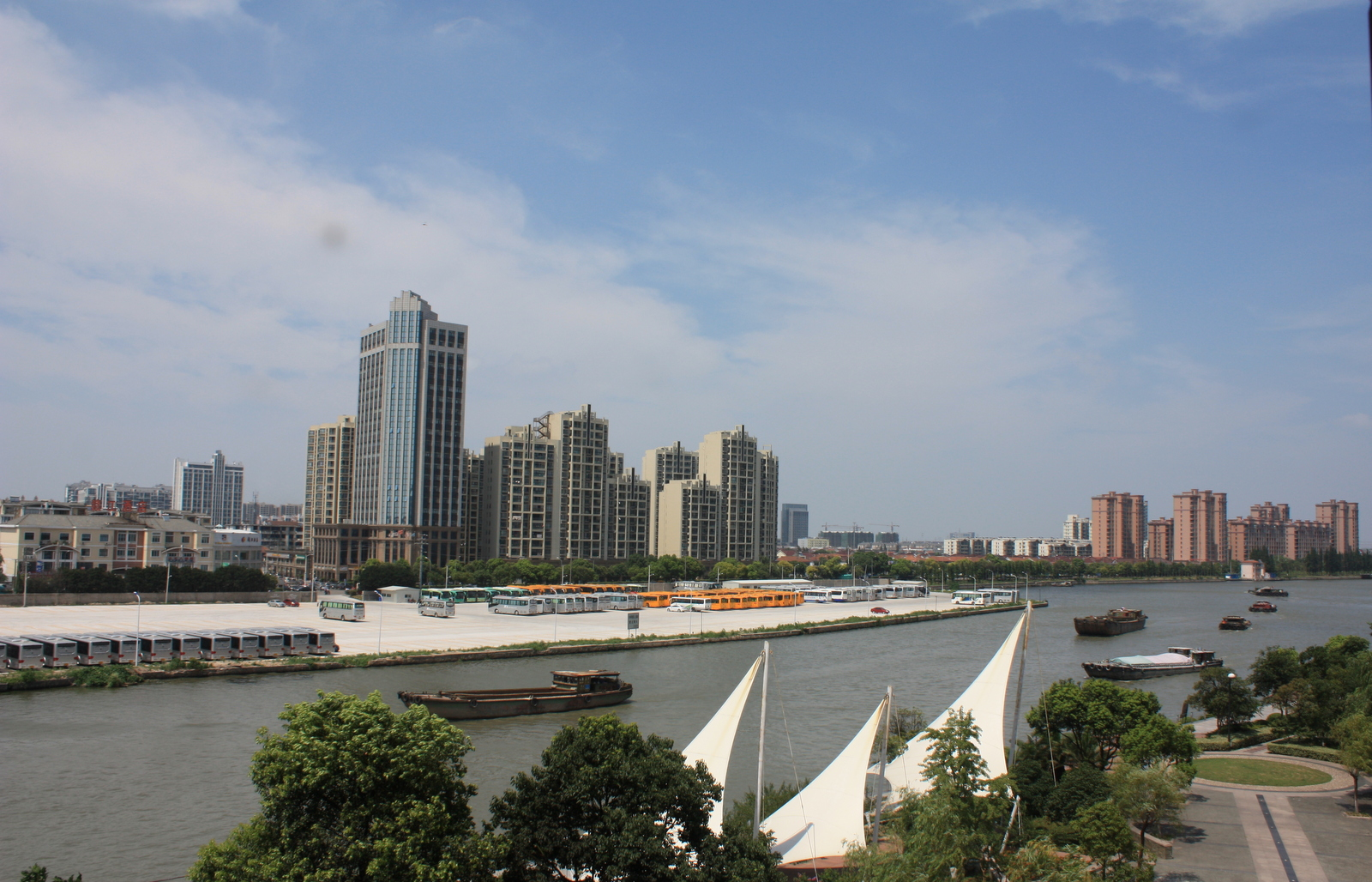
Деловой центр

Промышленные предприятия сконцентрированы в районах Юшань, Хуацяо и Пэнлан. В районе старого порта Цинъян, между реками Сучжоухэ и Люхэ, развивается комплекс Waterfront City Center (парк вдоль набережной, культурные, креативные и высокотехнологические учреждения). С ним соседствует центральный деловой район вдоль улицы Чаоян (Chaoyang Road CBD). 
Вокруг парка Тинлинь развивается зона культуры, туризма и досуга. Вокруг Куньшаньского университета Дьюка развивается комплекс Duke Creative Park (продвижение стартапов, научных исследований, креатива, экологических технологий и инноваций). Вокруг Южного вокзала развивается комплекс Kunshan South Gateway (офисный и логистический узел, центр деловых услуг).

## Города-побратимы
- Дыре-Дауа  (2018)[30]

## Галерея

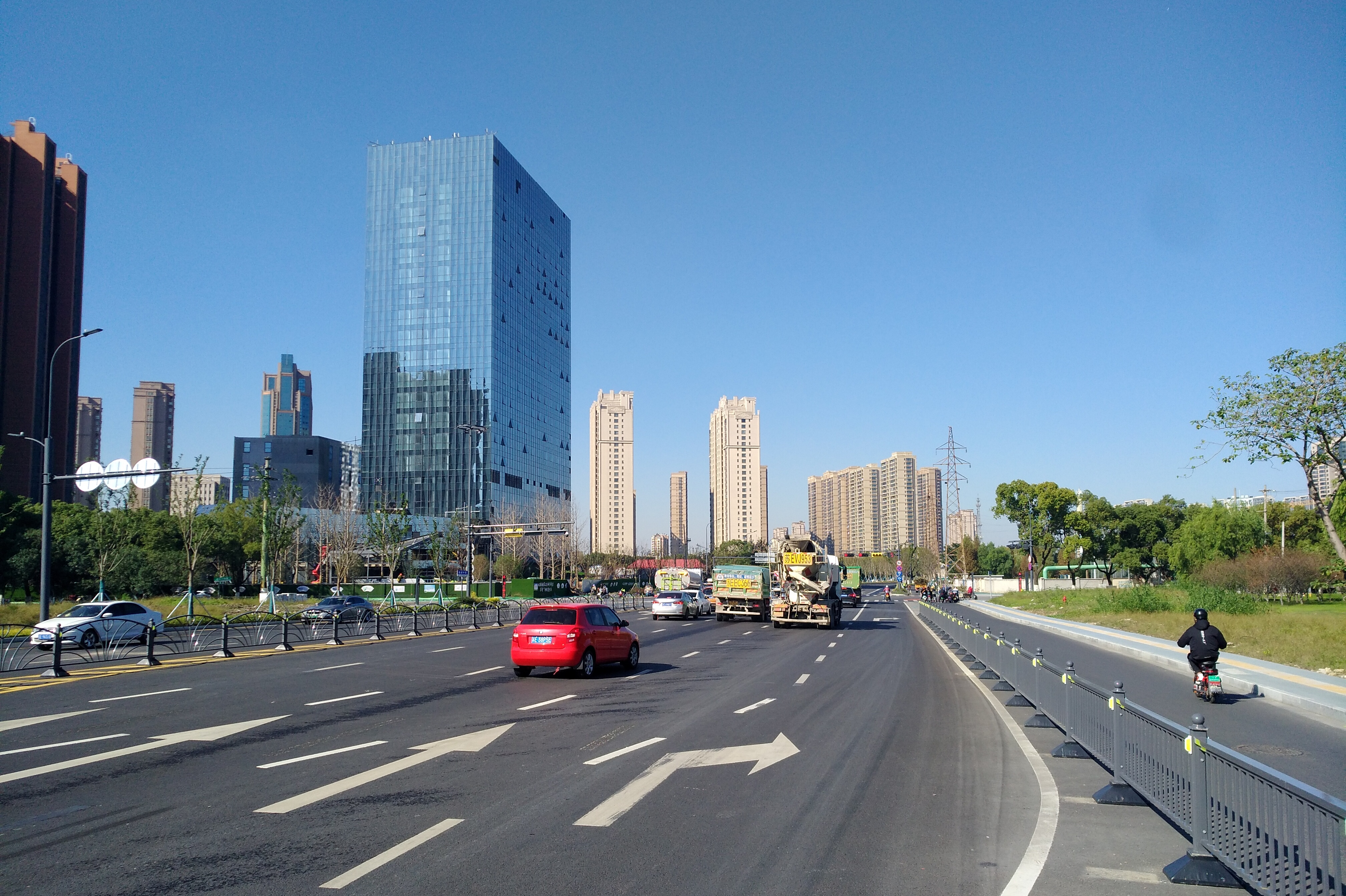
Шоссе
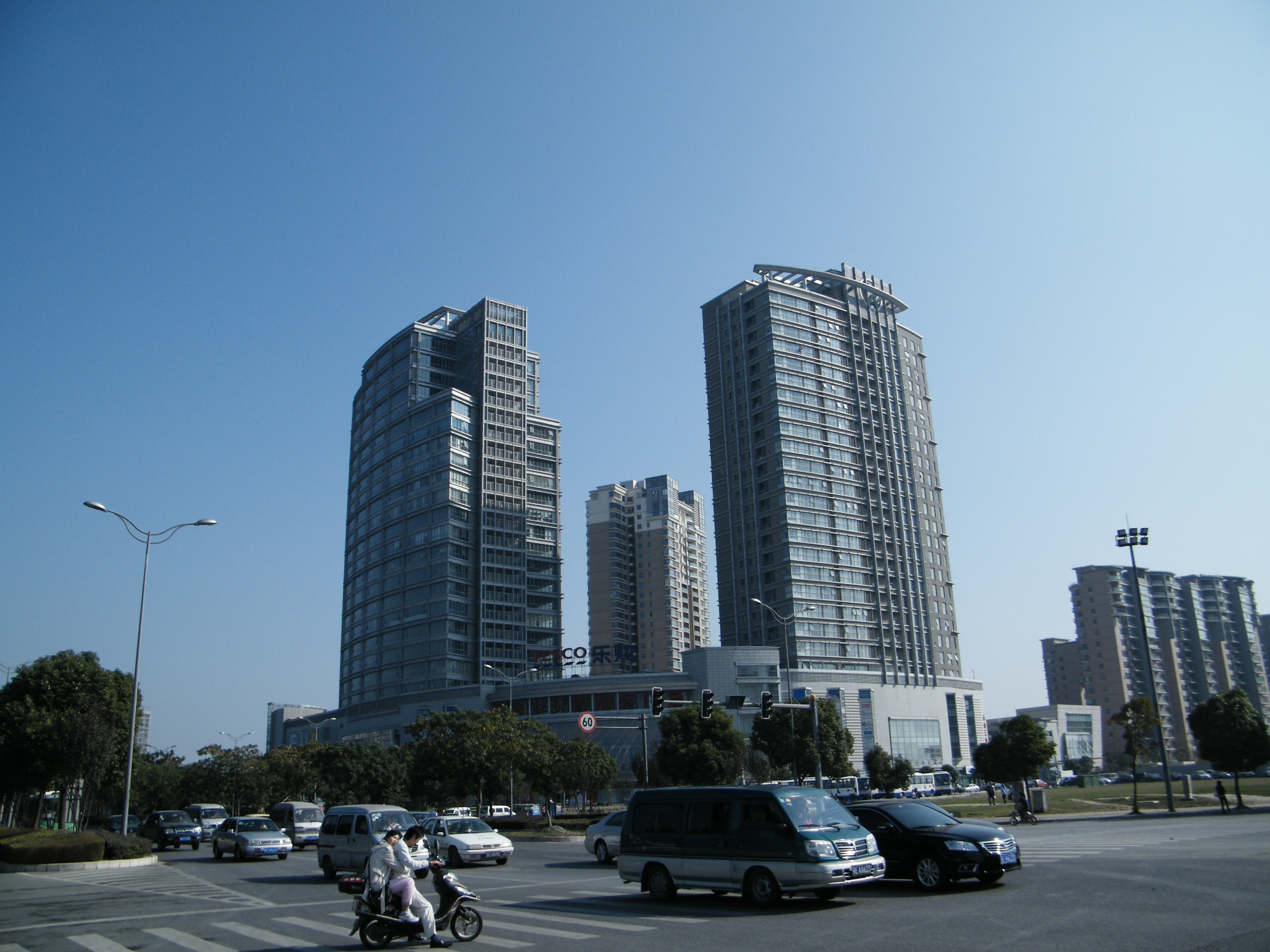
Супермаркет Tesco
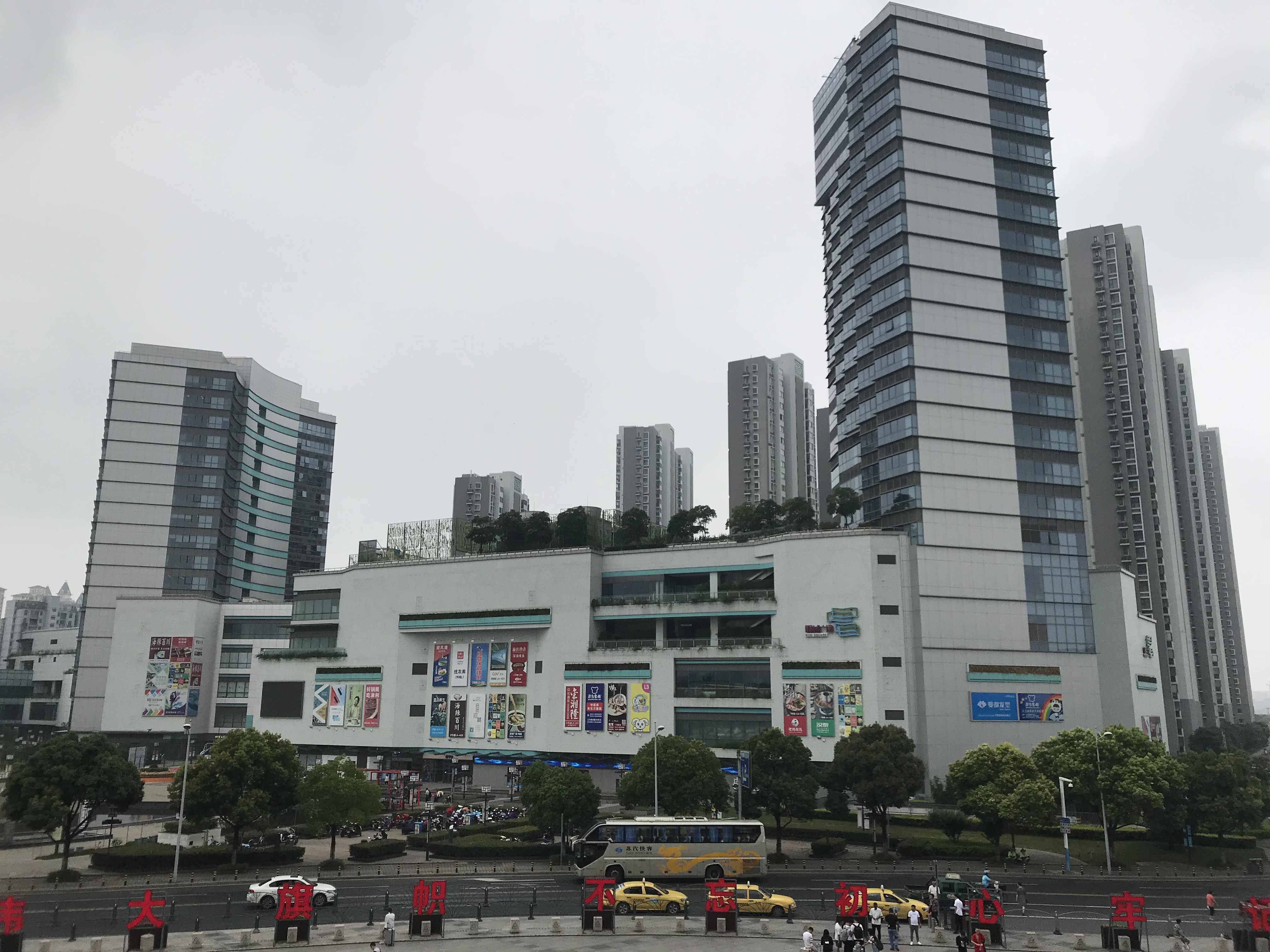
Kuncheng Plaza
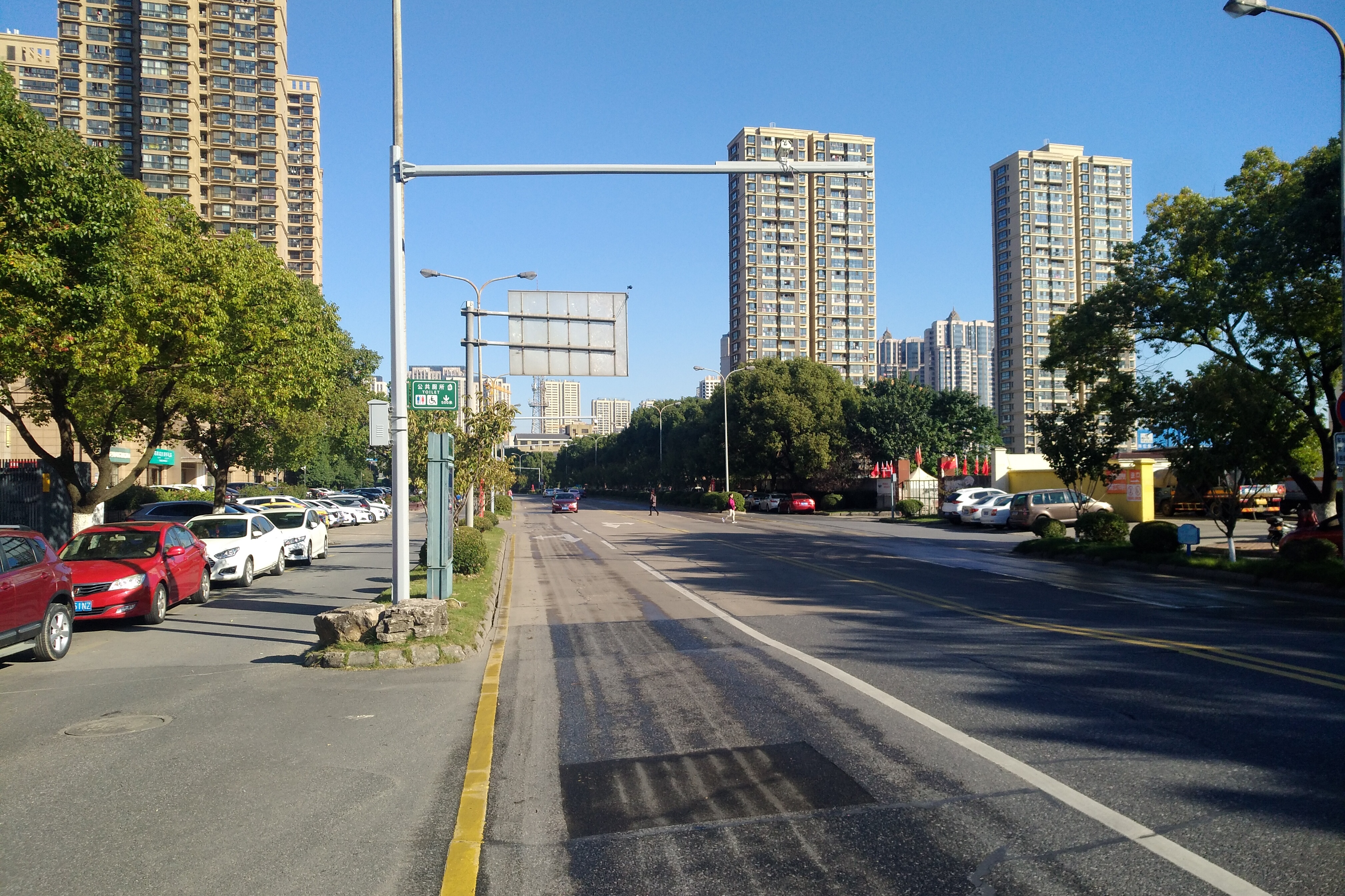
Жилой квартал
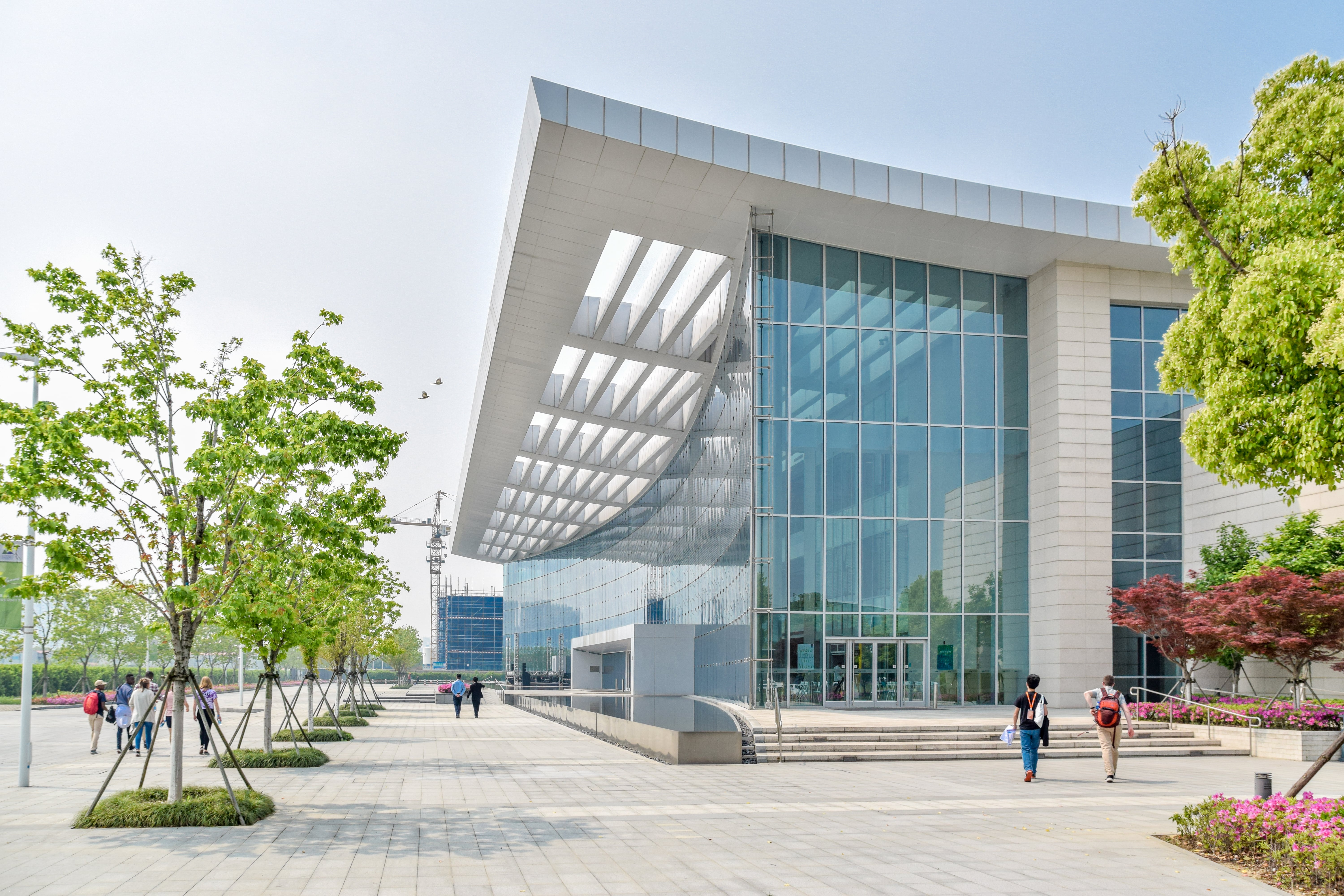
Университет Дюка
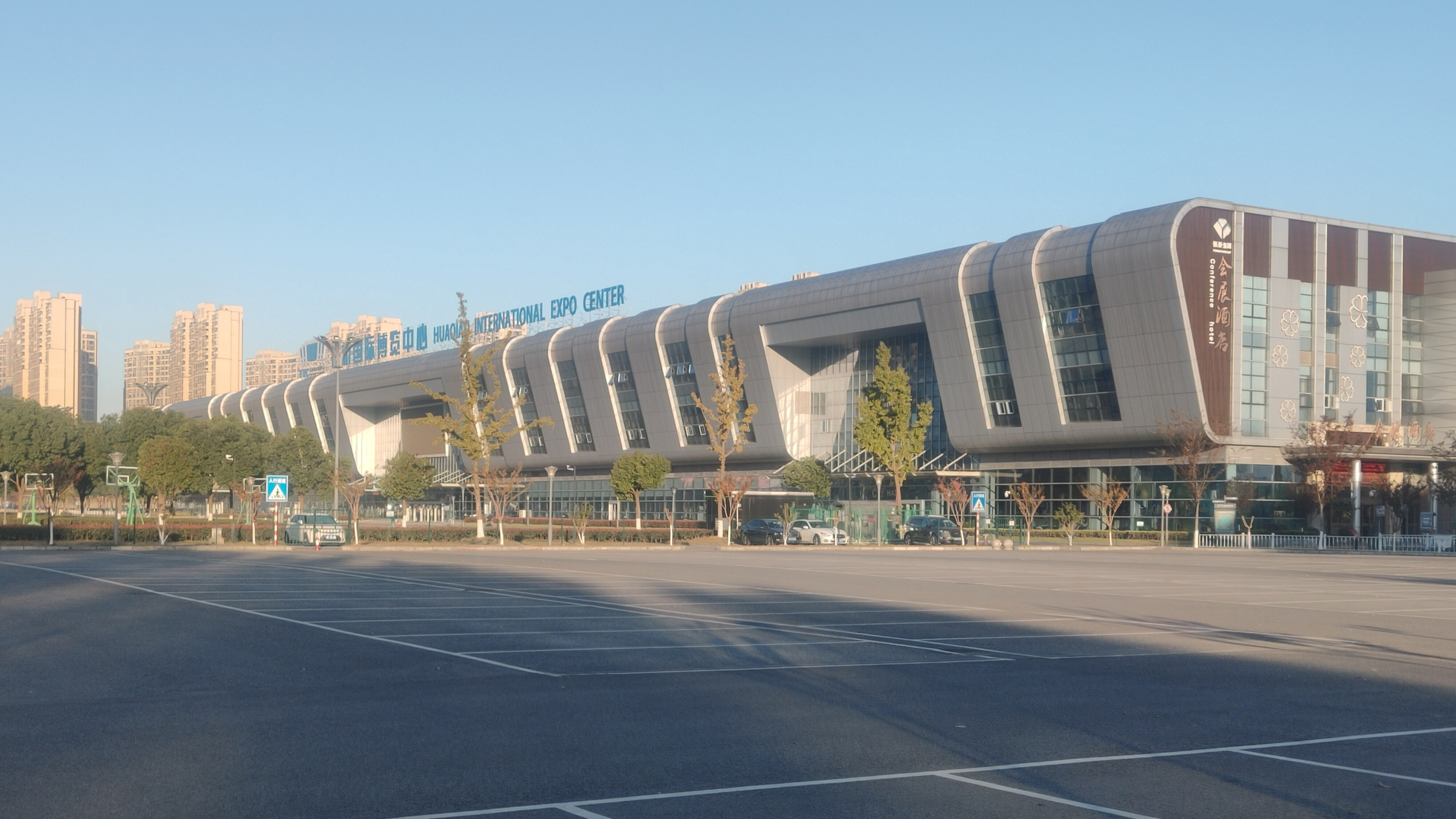
Выставочный центр Хуацяо
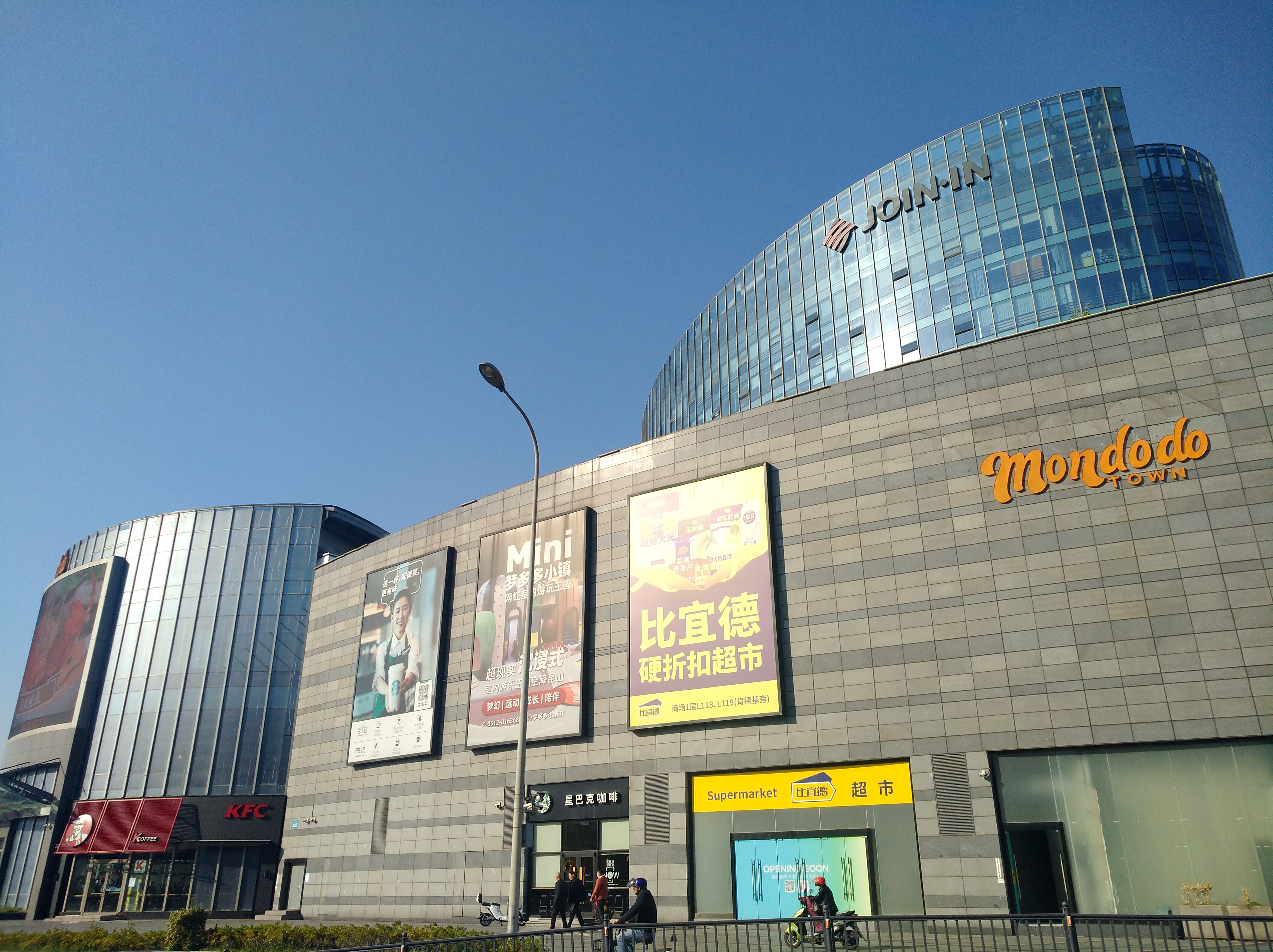
Торговый центр
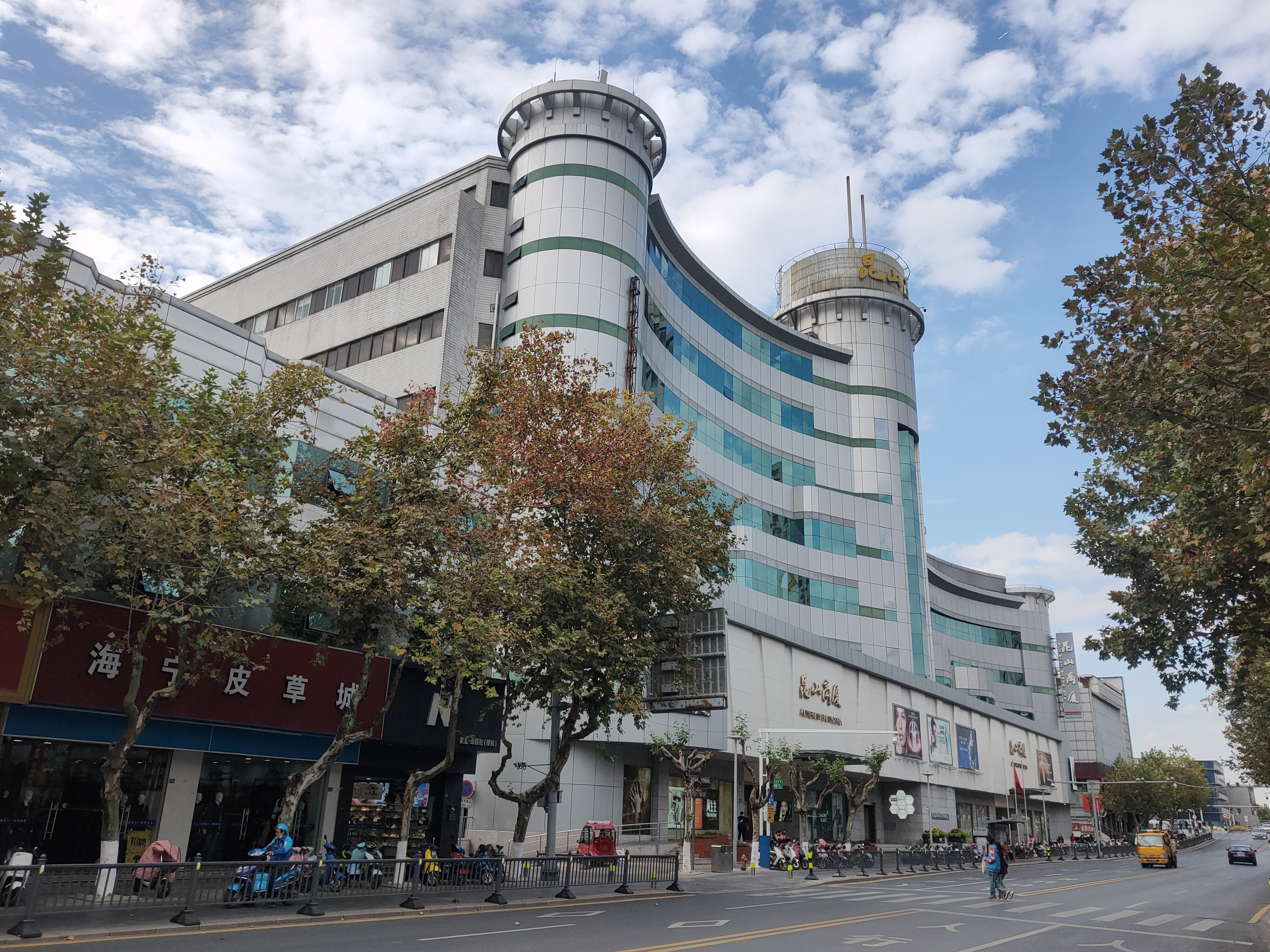
Торговый центр
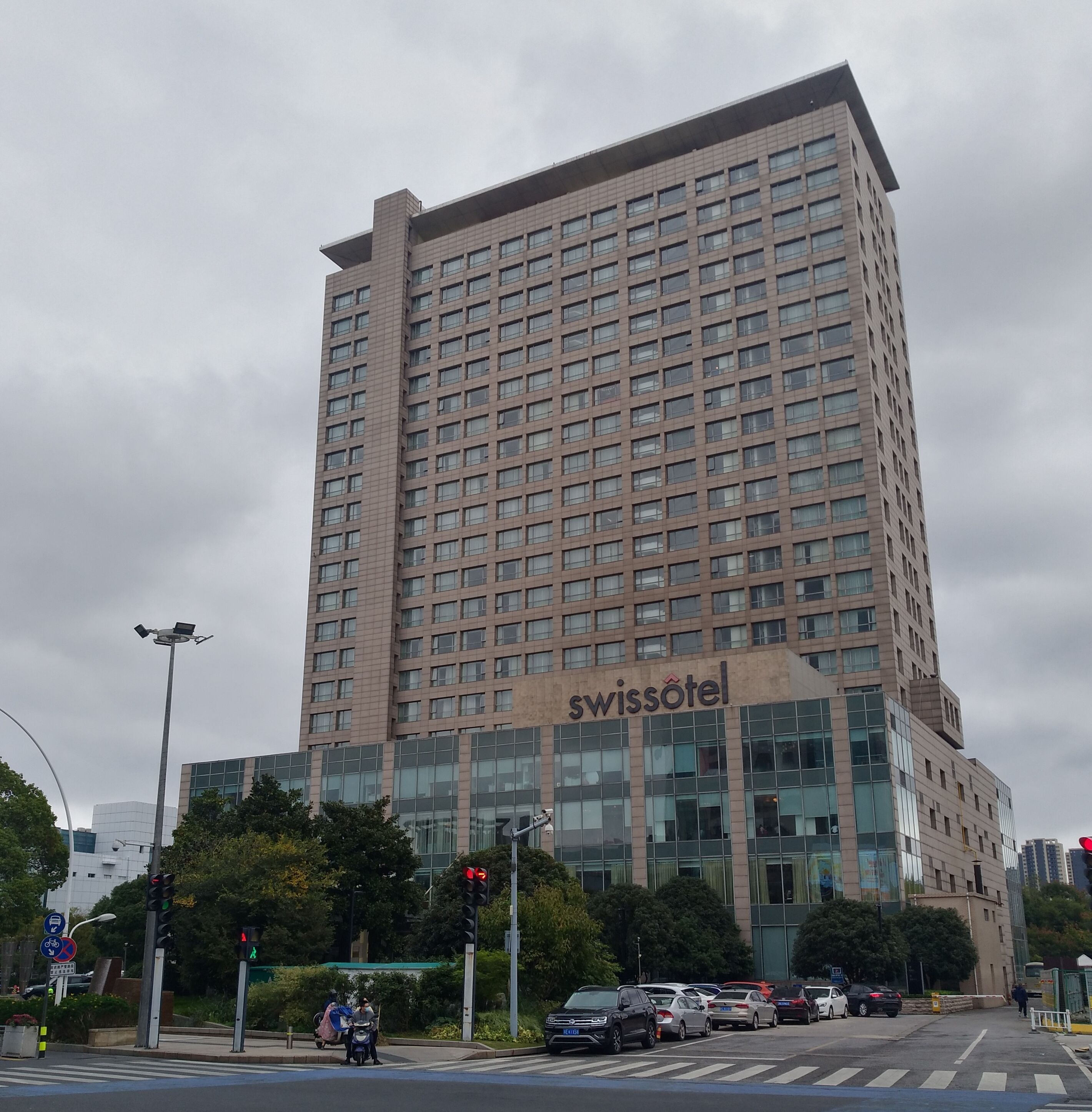
Swisshotel
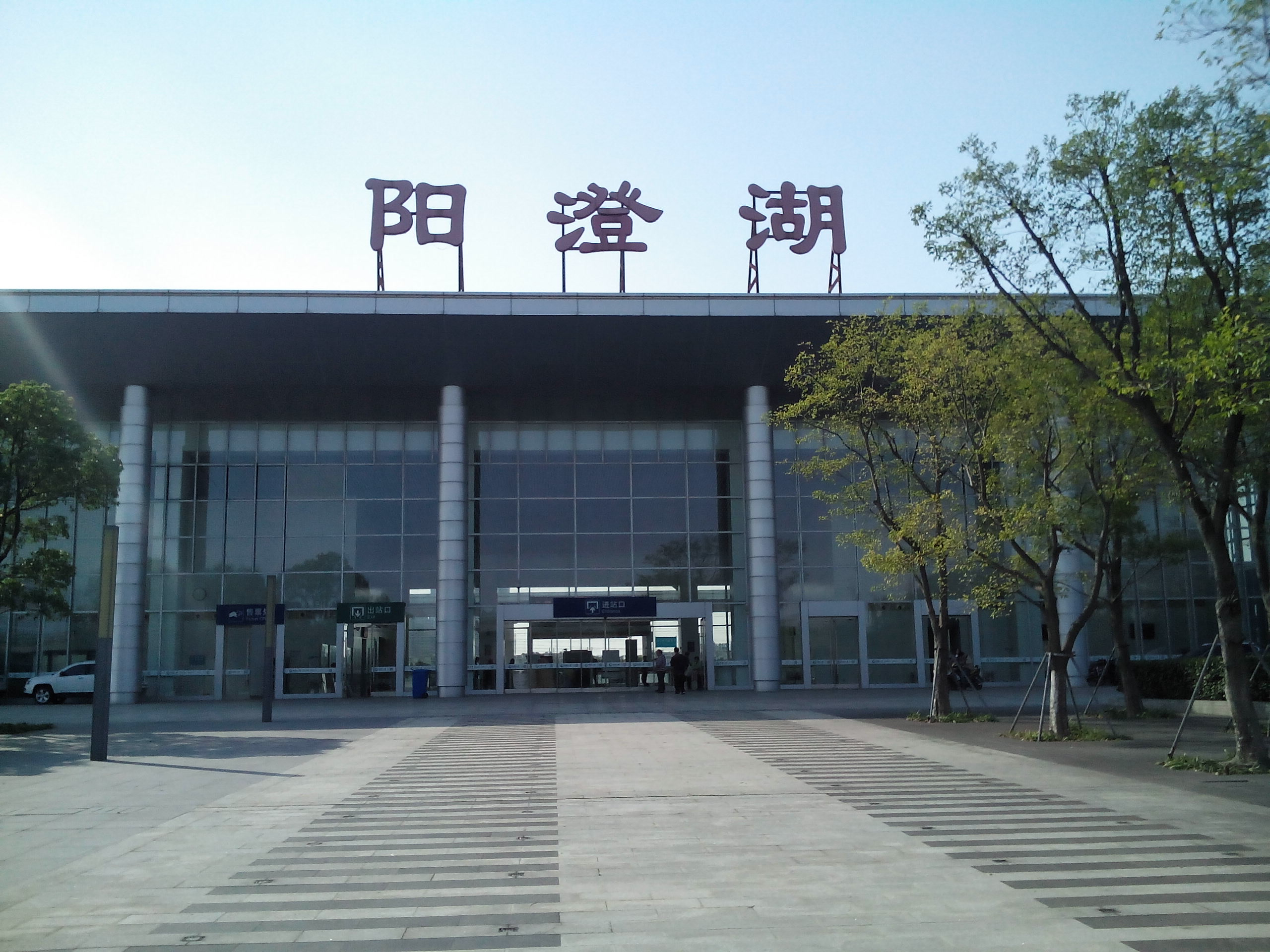
Вокзал Янчэнху
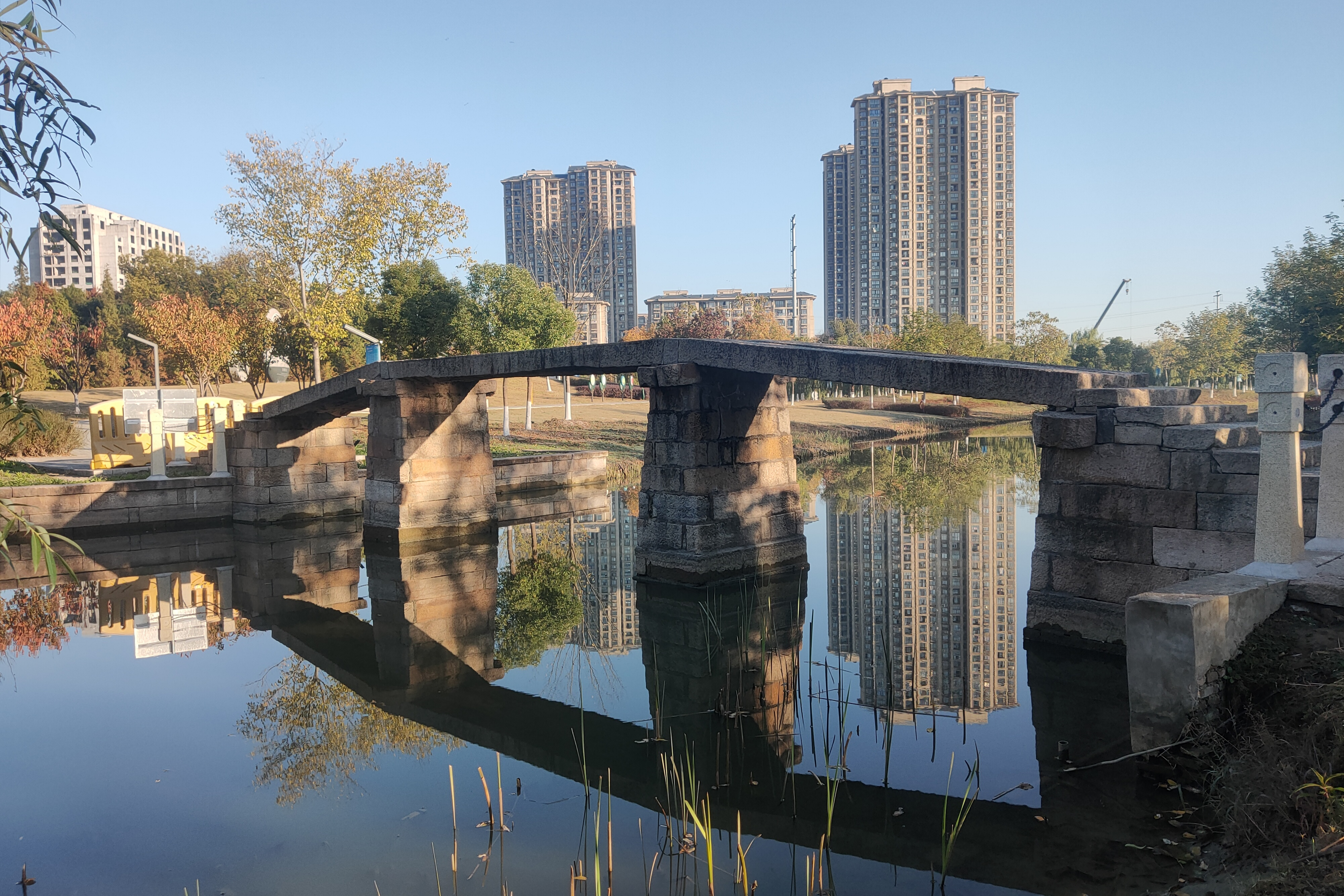
Мост Цзишань
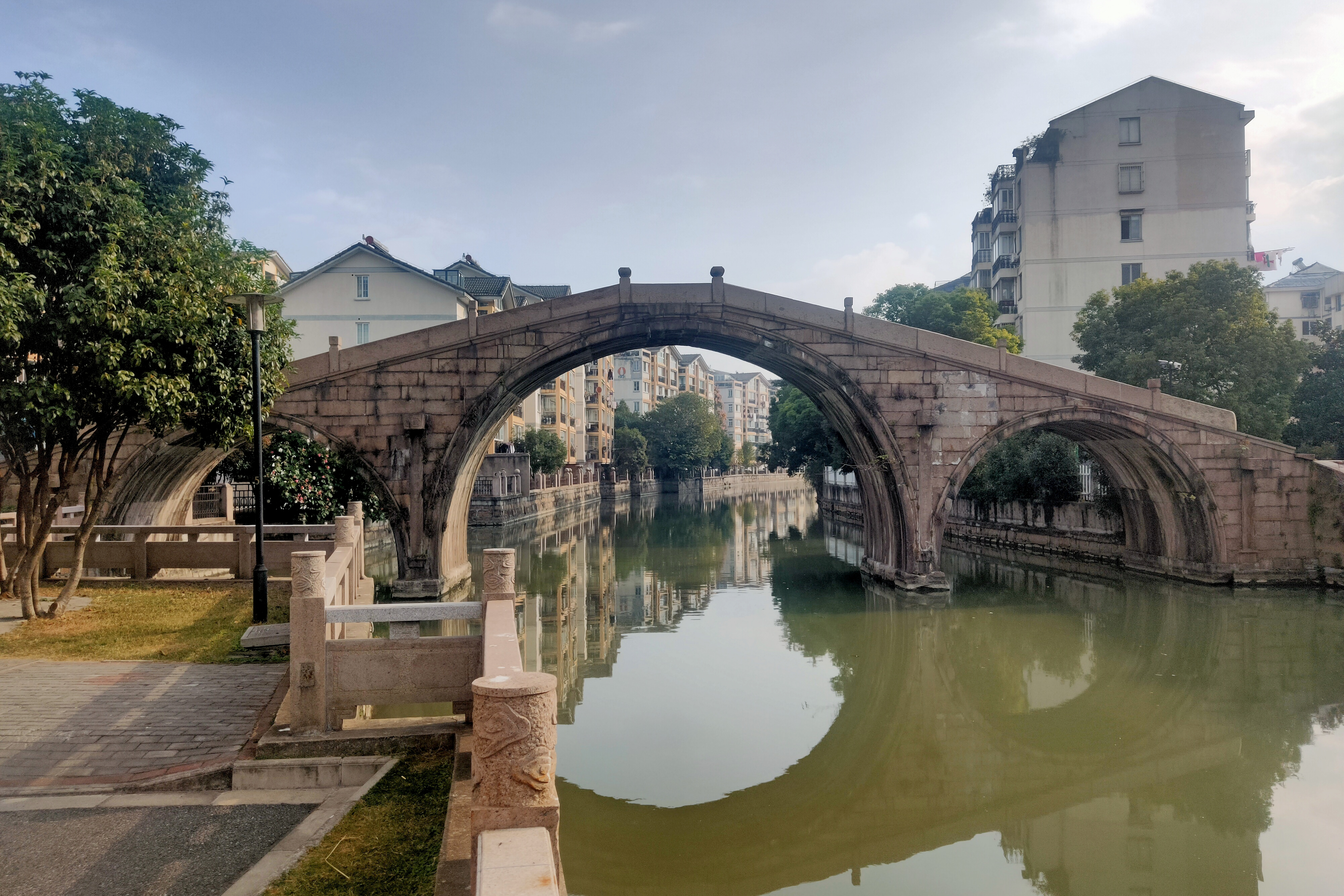
Мост Юлун